# Stora Marsar
Stora Marsar, finska: Iso Marsaari, är en ö i Finland. Den ligger i Skärgårdshavet och i kommunen Salo i den ekonomiska regionen  Salo i landskapet Egentliga Finland, i den sydvästra delen av landet. Ön ligger omkring 56 kilometer sydöst om Åbo och omkring 110 kilometer väster om Helsingfors.
Öns area är 65,7 hektar och dess största längd är 1,8 kilometer i sydväst-nordöstlig riktning. Ön höjer sig omkring 40 meter över havsytan. I omgivningarna runt Stora Marsar växer i huvudsak barrskog.